# Каитов, Алий Заурович
Али́й Зау́рович Каи́тов (карач.-балк. Къаитлени Заурну джашы Алий) — российский бизнесмен, политик, отбывший уголовное наказание — 10,5 лет за убийство семерых человек в составе группы лиц в городе Черкесске в 2004 году. Зять 2-го президента Карачаево-Черкесской Республики Мустафы Батдыева.

## Биография
Родился в семье Заура Кадыевича и Тамары Дандуовны Каитовых. Отец впоследствии возглавил Агентство лесного хозяйства в Карачаево-Черкесской Республике. Занимался бизнесом.
Женился на дочери президента Карачаево-Черкессии Мустафы Батдыева Людмиле. Имеет двух детей, Ансара и Аслана.
К 2004 году занимал пост председателя совета директоров ОАО «Кавказцемент», был депутатом Народного собрания Карачаево-Черкесской Республики.

## Убийство Расула Богатырёва и его друзей

### Обстоятельства дела
В ночь с 10 на 11 октября 2004 года в городе Черкесске пропали семь человек — депутат республиканского парламента Расул Богатырёв и 6 его друзей — Магомед Байчоров, Роберт Герюгов, Шамиль Кубанов, Магомед Узденов, Руслан Узденов, Замир Хапаев. Обратившиеся в правоохранительные органы родственники утверждали, что они поехали для выяснения бизнес-вопросов на дачу зятя президента Карачаево-Черкесии Алия Каитова и затем оттуда в течение получаса была слышна стрельба из автоматического оружия.
Переход АО «Химическое объединение имени Цахилова» под контроль клана Каитовых не устроил Богатырёва, который до этого занимался сбытом продукции завода, а после смены владельца терял этот бизнес. По словам родной сестры пропавшего депутата Фатимы Богатырёвой, перед исчезновением её брат по телефону договорился с Каитовым о встрече для обсуждения вопроса об акциях химического завода.

### Следствие и суд
Спустя 10 дней после убийства не было возбуждено уголовное дело, несмотря на наличие улик. В связи с этим около 500 человек захватили здание правительства Карачаево-Черкесии и потребовали отставки президента республики Мустафы Батдыева. Его кабинет был разгромлен, а он спасся бегством. Они заявляли, что все исчезнувшие на прошлой неделе во главе с депутатом Расулом Богатырёвым стали жертвами криминального передела собственности, проводимого ближайшим окружением президента республики. Для предотвращения массовых беспорядков в Черкесск прибыл полномочный представитель президента РФ в Южном федеральном округе Дмитрий Козак, который встретился с родственниками и пообещал честное расследование.
Родственники пропавших написали открытое письмо Владимиру Путину.
Президент Карачаево-Черкесии Мустафа Батдыев решительно отмежевался от действий своего зятя Алия Каитова, а также сообщил, что его дочь подала на развод.
Хотя в дальнейшем М. Батдыев и доработал до конца своего срока, политологи[кто?] считают, что решение не выдвигать его повторно во многом связано с делом Каитова и последующим резонансом.
Черкесским городским судом по обвинению в убийстве были арестованы трое сотрудников вневедомственной охраны МВД КЧР Соболев, Ильинский и Шульга, которые охраняли территории кемпинга ОАО «Кавказцемент» в ночь на 11 октября 2004 года, и трое сотрудников ЧОП «Афина» Салпагаров, Романенко и Шеховцов. По подозрению в причастности к убийству был задержан командир отдельной роты ОВО при МВД республики старший лейтенант Николай Дремлюк.
26 октября 2004 года Генеральная прокуратура России распространила информацию о задержании Алия Каитова. Однако позже стало известно, что Каитов сам сдался в правоохранительные органы в присутствии своих адвокатов.
Всего на скамье подсудимых было 16 человек: Алий Каитов, 10 его охранников и 5 сотрудников милиции, обвиняемых в укрывательстве преступления.
По версии адвоката обвиняемых, убийство было совершено правомерно в рамках защиты от вооружённого нападения. При этом Каитов отрицал свою причастность к преступлению, хотя оно произошло рядом с его коттеджем. По его словам, имел место конфликт между охранником Темирланом Бостановым и Русланом Богатырёвым, который перерос в стрельбу. Также Каитов отрицал причастность к сожжению тел убитых, а свой отъезд из республики назвал не побегом, а розыском своих охранников, совершивших убийство. Кроме того, он сообщил, что рассказал о случившемся родственникам Руслана Богатырёва, но сестра убитого Фатима это опровергла.
Рашид Темрезов, ныне действующий глава Карачаево-Черкессии, в то время работавший в структурах А. Каитова, показал, что был там, но покинул место событий до стрельбы.
25 декабря 2006 года Алий Каитов был осуждён Верховным судом республики за убийство двух и более лиц, совершённое группой лиц, и за незаконное хранение оружия. По совокупности совершённых преступлений был приговорен к 17 годам колонии строгого режима.
В 2015 году за убийство Расула Богатырёва и его друзей также были осуждены ранее скрывавшиеся Джашарбек Глоов и Шамиль Чомаев.

### Отбывание наказания
По сообщениям СМИ, в ходе суда и при ожидании приговора в следственном изоляторе Черкесска, Каитов был на особом положении. Он мог принимать гостей в камере, а надзиратели застилали ему постель. После оглашения приговора произошли длительные проволочки с переводом в тюрьму, и только к 2007 году Каитов был этапирован в Челябинск, а затем в мордовскую колонию, где он должен по приговору отбывать срок до 2021 года.
В заключении у Каитова был диагностирован гепатит.

### Пересмотр дела и освобождение
В 2007 году адвокаты осужденного добились, чтобы кассационная коллегия Верховного суда установила, что Каитов не виновен в приобретении оружия, а только в хранении. В июне 2009 года в уголовном кодексе РФ появились новые смягчающие поправки, которые предусматривали, что при отсутствии отягчающих и наличии смягчающих обстоятельств срок наказания не может превышать двух третей максимального срока наиболее строгого вида наказания. Поскольку Каитов имел явку с повинной, при наличии двух детей и отсутствии ранних судимостей, а также ввиду болезни он мог рассчитывать на снижение срока.
23 августа 2010 года по решению Зубово-Полянского районного суда Мордовии срок заключения Каитову был снижен до 10 лет и 6 месяцев. Таким образом, осужденный должен был быть на свободе уже к 24 апреля 2015 года.

### Оценка дела и роли Али Каитова средствами массовой информации
С самого начала расследования дела, оно находилось в фокусе внимания общественности и средств массовой информации. Этому способствовал как факт массового убийства, так и выявившиеся обстоятельства сращивания клановых структур с органами власти и правоохранителями. За расследованием следили Комсомольская правда, Коммерсант, Новая газета, сайт Кавказский узел, радио «Свобода», радио «Эхо Москвы», ему посвящались сюжеты Первого канала, НТВ. Дайжесты новостей публиковали РИА Новости, ИА Регнум и другие.
Уже по прошествии многих лет преступление называют одним из самых значительных в постсоветской истории Карачаево-Черкесской республики:
Публицист Юлия Латынина в 2006 году во время суда, отмечая возмущение жителей КЧР, в своей программе на Эхо Москвы сказала:
Я могу назвать такие болевые точки для каждой республики. В Карачаево-Черкесии, например, это, без сомнения, процесс по делу зятя президента Мустафы Батдыева Алия Каитова. ... ...Очевидно, что этот процесс является в значительной степени ключевым для того, останется Карачаево-Черкесия в составе России или нет, потому что карачаевцы очень радикально настроены, в Карачаево-Черкесии происходят приблизительно те же процессы, что в Чечне в 1993 году.
Сайт «ОнТВ» в 2015 в статье Бориса Семенова так оценивает события 11 летней давности:
Али Каитов – личность более чем известная в республике. ... ...[про потрясшее жителей республики убийство семи человек в Черкесске]... Это было самое громкое преступление в пост-советской Карачаево-Черкесии.
Сайт «Кавказский узел» в 2019 году, через 15 лет после событий помещает его в подборку «Резонансные убийства в Карачаево-Черкесии» как главное преступление 2004 года. Упоминается, что дело вызвало массовые беспорядки с более 500 участников с захватом правительственных зданий, привело к отставке прокурора КЧР, министра МВД КЧР и начальника ГУВД города Черкесска.
Алексей Навальный в своем расследовании так характеризует влияние А. Каитова в КЧР:
...да только вот Арашуковы не исключение. Человек, имя которого вы видите в выписке выше (Алий Каитов), — представитель другого, не менее влиятельного клана. Эти два клана (и еще пара побочных) поделили республику между собой.
Сайт «Кавказ. Реалии» называет клан Каитовых-Батдыевых старейшим из действующих на политической арене в Карачаево-Черкессии.

## Деятельность после отбытия наказания
После освобождения Али Каитов стал руководить компанией «Комплексные коммунальные системы холдинг», ранее называвшейся «Черкесские городские электросети». Несмотря на судимость за убийство, вернулся в элиту Карачаево-Черкесии.

## Семья
Дети Каитова, Аслан и Ансар, внуки бывшего президента Карачаево-Черкессии Мустафы Батдыева, являются владельцами крупных земельных участков и элитной недвижимости. Жена — Людмила Батдыева. Входят в круг близкого общения главы республики Рашида Темрезова, публикуют совместные снимки с ним в неформальной обстановке. Они попали в центр внимания в ходе расследования, проведенного Алексеем Навальным о кланах КЧР. Имеется видео, где Ансар ведёт огонь в воздух из автомата Калашникова прямо на улице Черкесска.
Брат, Ахмат Заурович Каитов, руководит «Карачаевочеркесавтодором».
Дядя, Магомед Кадыевич Каитов, руководил «Кавказской энергетической управляющей компанией». Премьер министр России Владимир Путин в 2011 году обвинял клан Каитовых в монополизации всей энергосистемы Карачаево-Черкесии, обналичивании и присвоении денежных средств, полученных в качестве оплаты за электроэнергию.
Так, энергетическая система Северо-Кавказского региона в значительной мере контролируется одной семьёй — семьёй господина Каитова. Потребители проводят оплату за поставленную энергетику на счета аффилированных компаний, которые выступают агентом энергетических сбытовых компаний. Далее часть полученных средств обналичивается через фирмы-однодневки или присваивается членами семьи.
Премьер-министр России Владимир Путин, 19 декабря 2011, выступление на Саяно-Шушенской ГЭС.
В декабре 2012 года Магомед Каитов был допрошен в качестве свидетеля по делу о хищениях в энергокомпании на сумму около 200 млн рублей.